# Mobylette

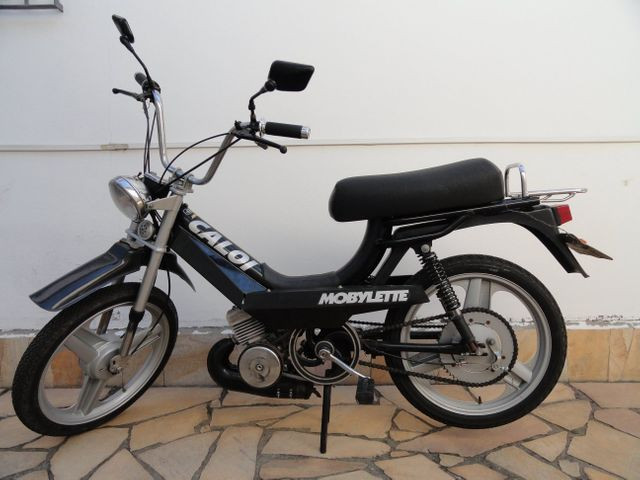
Caloi Mobylette XR 50 1999.

Mobylette é um modelo de ciclomotor que existiu na França, produzida pela Motobécane, proprietária da marca e posteriormente no Brasil, no final do século XX, por licença, pela Caloi. Assim como a Garelli e outras produzidas por fábricas de bicicletas, como Motovi e Monark, estes ciclomotores tinham motores de 49,9 cilindradas. A potência declarada pelo fabricante era de 3CV.
A Caloi, detentora da licença para utilizar o nome Mobylette e uma das responsáveis por popularizar este tipo de veículo os produziu até o ano de 1999, ano em que foi vendida por conta da crise financeira que a empresa enfrentava.
É um veículo clássico muito procurado por colecionadores e entusiastas da época. A autonomia era em média 35 km/l. Quando desligado com ou em casos de panes-secas (falta de combustível) pode ser movimentado como uma bicicleta, destravando a polia.
Possuía motor a dois tempos, sistema centrífugo automático de embreagem,que não tem nenhuma semelhança com o CVT, sistema de partida no pedal, movido a gasolina, à qual era misturado 3% de óleo 2 tempos para a lubrificação, colocada num tanque com capacidade para três litros. Também é possível fazer adaptações com motores de motocicletas pequenas, como o da Honda Dream 100 e outros motores de 75 cc. 
Com a chegada das marcas japonesas e a exigência de habilitação para conduzir esse ciclomotor (desde 1985 é necessário a Autorização para Conduzir Ciclomotor (ACC) ou categoria A), além do emplacamento do veículo desde 2015, as vendas de Mobilete foram caindo gradativamente.